# Кросненське воєводство
Кросненське воєводство (пол. województwo krośnieńskie) — адміністративно-територіальна одиниця Польщі найвищого рівня, яка існувала у 1975—1998 роках.
Являло собою одну з 49 основних одиниць адміністративного поділу Польщі, які були скасовані в результаті адміністративної реформи Польщі 1998 року.
Займало площу 5702 км². Адміністративним центром воєводства було місто Коросно. Після адміністративної реформи воєводство припинило своє існування і його територія відійшла до Підкарпатського та Малопольського воєводств.

## Районні адміністрації
- Районна адміністрація в Ясло для гмін: Беч, Бжиська, Дембовець, Ясло, Колачице, Кремпна, Ліпінкі, Осек-Ясельський, Новий Жміґруд, Сколишин, Тарновєць та міста Ясло
- Районна адміністрація в Коросно для гмін: Березів, Хоркувка, Домарадз, Дукля, Дидня, Гачув, Івонич-Здруй, Ясениця-Росельна, Єдліче, Корчина, Коростенко-Вижнє, Мейсце-П'ястове, Нозджець, Риманів, Гміна Вояшівка та міста Коросно
- Районна адміністрація в Сянку для гмін: Балигород, Босько, Буківсько, Тісна, Чорна, Команча, Лісько, Літовищі, Вільшаниця, Сянік, Солина, Тирява-Волоська, Устрики-Долішні, Загір'я, Заршин та міста Сянік.

## Міста
Чисельність населення на 31 грудня 1998 року
- Коросно – 50 227
- Сянік – 41 649
- Ясло – 39 055
- Устрики-Долішні – 10 331
- Березів – 7349
- Лісько – 5855
- Єдличі – 5772
- Загір'я – 4741
- Беч – 4547
- Риманів – 3321
- Дукля – 2270
- Івонич-Здруй – 1874

## Населення
| Рік         | 1975    | 1980    | 1985    | 1990    | 1995    | 1998    |
| ----------- | ------- | ------- | ------- | ------- | ------- | ------- |
| Чисельність | 421 900 | 448 200 | 475 200 | 495 000 | 506 600 | 510 400 |